# Sydtaxan

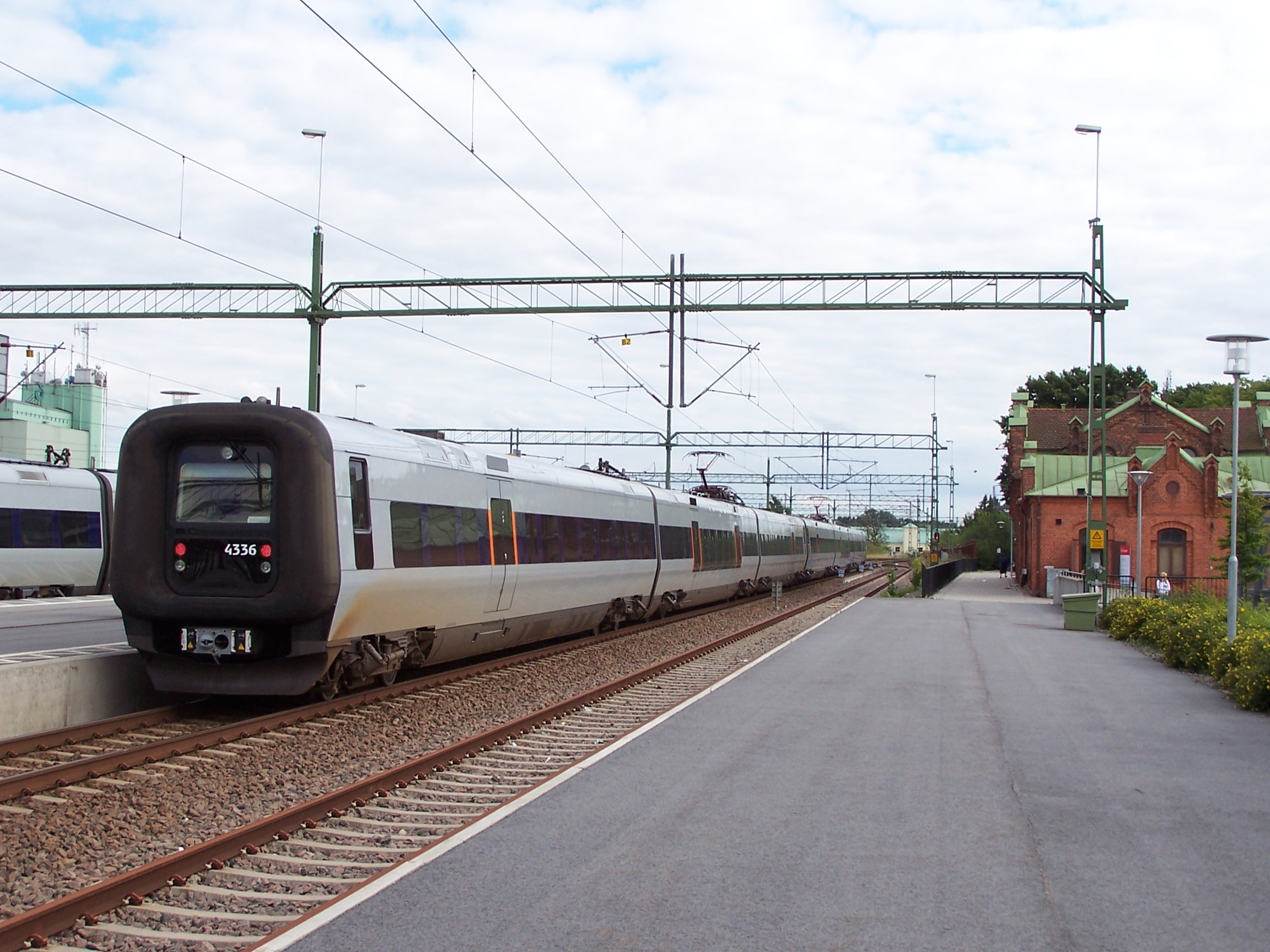
Sydtaxan omfattar Öresundstågen, Pågatågen och Krösatågen i Sverige.

Sydtaxan är ett samordnat biljettsystem för kollektivtrafikresor över länsgränser i södra och västra Sverige. Den infördes 11 januari 2009, när länstrafikbolagen tog ansvar för Öresundstågen, och är resultatet av samarbete mellan Skånetrafiken, Hallandstrafiken, Västtrafik, Jönköpings Länstrafik, Länstrafiken Kronoberg, och Blekingetrafiken. Varje trafikhuvudman sätter sina egna priser, men passagerare behöver bara en biljett eller kort, som är giltigt i varje deltagande län. Från december 2011 ingår även Kalmar länstrafik i Sydtaxan.
Öresundstaxan fungerar på samma sätt för resor över Öresundsbron till Huvudstadsområdet/Huvudstadsregionen i Danmark. Däremot finns det en paragraf på Danska resevilkor som säger att man inte kan resa runt med tåg alltså fram och tillbaka på Danska DSB-biljetter. Däremot säger denna källa att du kan göra det på tågen:  
Så det är lite si och så där om man verkligen får göra det på Danska Öresundbilletter/billjetter. 